# پولس ایرانی
پاول پارسی یا پولُسِ پارسی یا پولُسِ ایرانی فیلسوف و منطق‌دان و دانشمند ایرانی در روزگار ساسانیان و استاد فلسفهٔ خسرو انوشیروان ساسانی بود.
پاول که در دربار شاه ایران، خسرو انوشیروان، بالید بر پایهٔ انجامِ گزارشِ سریانی منطقش از ریواردشیر (ریشهر) پارس بود و زین‌رو، وی را پارسی گفته‌اند.
سه گفتار در منطق ارسطو از پاول پارسی برجای مانده‌اند که سرراست از بُن پهلوی‌شان به ما نرسیده‌اند. دوتای آن‌ها به سریانی و آن دیگری نیز به عربی (در ترتیب‌السعادات ابوعلی مسکویه) برجای مانده‌اند.

## چاپ نوشته‌های پاول پارسی

گفتارهای پاول پارسی را بزرگمهر لقمان برای نخستین‌بار در سال ۱۳۹۵ با نام گویایی ارستو (منطق ارسطو) به پارسی ناب گردانده و چاپ کرده است.
گویایی ارستو دربردارندهٔ این سه گفتار از پاول پارسی است که به شاه خسرو انوشیروان ساسانی پیشکش شده:
- گفتار اندر گویایی ارستو
- روشنایی‌نامه‌ای بر اندر پیرامونِ گزارش (Περὶ Ἑρμηνείας) ارستو
- پیش‌درآمدی بر فرزانگی ارستو (رده‌بندی ارستویی دانش‌ها)[۹][۱۰]

## بخش آغازین گفتار پاول پارسی
«درود بر خسروِ پیروزبخت، شاهِ شاهان، بهترینِ مردان، پاول، پیشکارتان!
فرزانگی(فلسفه، حکمه)، که دانشِ راستینِ همه[ی چیزها] بُوَد، اندر شماست؛ و از فرزانگی که اندر شماست برایتان پیشکش‌ها فرستم. این مایهٔ شگفتی نَبُوَد که از بوستانِ فرمانروایی‌تان پیشکشهایی برایِ شما فرازبَرَند، [چونان‌که] از ایزدآفریده‌ها یزِشهایی(قربانیهایی) برایِ ایزد فرازمی‌آورند. پیشکشی که من فرستم از سخن است، چه فرزانگی، که بهتر از همهٔ پیشکش‌های دگر بوَد، به میانجیِ سخن رُخ نماید. همانا، چنین است آنچه فرزانگی دربارهٔ فرزانگی گوید: «میوه‌هایم بهتر از زرِ ناب و بار و برم بهتر از سیمِ شاهوارند». اینک، تندرستی و زور و توانایی و خدیوی و پادشاهی و شهریاری و آشتی و رای‌ها و آیین‌ها، و گزیده گویم، همه[گونه] کنش‌های نیک.
دیگر اینکه، جهان با خرد ساخته و راهبری شود، همچون چشمِ جان که هرچند کور بوَد، اَی(یعنی) از تواناییِ دیدنِ همه‌چیز بی‌بهره باشد، تنها از راهِ این [خردْ] روشن و روشن‌بین شود و بدین‌گونه از هزاران هزار چشمِ تن بهتر است. چه تنها با این چشم[ِ جان] بوَد که مردمْ راستی را اندر همه‌چیز بیند، از برایِ خویشاوندی‌اش با راستی اندر همه‌چیز. چنین چون چشمِ تن زِ بهرِ هم‌سرشتی‌اش با روشناییِ بیرون بیند، چشمِ جان نیز از برایِ خویشی‌اش با فروغِ مینوی، که در هر چیز بوَد، پرتوی را که در همه[ی چیزهای جهان] هست بیند.
همان‌گونه که هیچ یا اندک بیند آنکو چشم‌های تنش در برابرِ روشناییِ سُهیدنی(محسوس) کم‌سو شده‌اند، همین‌سان نیز هیچ یا اندک بیند آنکو چشمانِ جانش از فروغِ مینوی نیاموخته‌اند. زین‌رو، نیک گفت آن فرزانه که «دانا چشمانی در سرش دارد، لیک نادان در تاریکی گام بردارد».

## خردورزی و دانش‌گرایی پاول پارسی
پیشگفتار «پاول پارسی» در کتاب «گویایی ارستو» یکی از گفتارهای درخشان فلسفی تاریخ ایران است. وی در آنجا از بایستگی خردورزی و دانش‌گرایی و نیز برتری دانش بر گروش چنین سخن گفته است:
«پرهیز و پیرایهٔ جانْ دانش است و از دانش می‌زیبد. … دانش با چیزهای نزدیک و آشکار و شناختنی سروکار دارد، ولی گروش به هر چیزی که دور و نادیدنی بوَد پردازد و به‌درستی شناخت‌پذیر نبوَد. گروش به‌گمان است و دانش بی‌گمان. ایدون، گمان جدایی به بار نشاند و بی‌گمانی هم‌داستانی آورد. پس دانش بهتر از گروش بوَد و آن گزیدن برتر از این. چه هنگامی که از گروندگان دربارهٔ گروششان بازپرسند از دانش پوزش برند و در این باره گویند: بدانچه کنون گرویم دیرتر بدانیم.
«کنون به آینه بینیم به آزِند(مثل)، سپس روی‌درروی».
زین‌رو، چون دانشْ نیرو و نیکیِ گیتی، و آسانیِ جان‌ها و شادیِ روان‌ها را به بار نشاند، پس ما بیش از پیش آن گروشی را ستاییم که اندر آن هر یک از این‌ها یافت شود و [اگر] زِ هر یک از این چیزها بی‌بهره بودی یا یاوه‌هایی گفتی که وارونهٔ این بودی، آن را نکوهیم و پس زنیم و سنجشگرانه با آن برخورد کنیم.»

## درازای زمان بایسته برای یادگیری فلسفه از زبان پاول پارسی
بازهٔ زمانی بایسته برایِ این (یادگیری فلسفه) نزدیکِ ده تا بیست سال بوَد، اگر وی به گونه‌ای به کارِ جهان سرگرم شود (درگیرِ گرفتاری‌های روزانه شود). کس را روا مباشد برایِ آنکه استادِ دانایی گردد چنین اندیشد که خویشتن را از جهان جدا کند، بی پذیرشِ رامشی [بسنده] از برایِ تنِ خویش و بهره‌ای از خوشی‌های خوشایند و نیک از برایِ روانِ خویش، چه اگر زندگی‌اش را زِ بهرِ این کند، ناکام خواهد ماند و باز خواهد ایستاد پیش از آنکه به فرجام‌آهنگش رسد (یا، به آماجش نخواهد رسید و راهش را فرو خواهد هِشت).

## کتابشناسی
- پاولِ پارسی، گویاییِ ارستو، پیرایشِ دست‌نوشتهای سوریگ(سُریانی) و عربی و گردانشِ آنها به انگلیسی و پارسیگ(پهلوی) به همراهِ پانوشتهای سنجشگرانه از رَهامِ اشه، گردانش به پارسی و واژه‌نامهٔ انگلیسی ـ پارسی ـ پارسیگ از بزرگمهرِ لقمان، خردنامگ ۱، چاپِ نخست، شورآفرین، ۱۳۹۵، ۳۶۸ رویه.[۲۰][۲۱][۲۲]